# Амфилохия (дим)
Амфилохи́я (греч. Αμφιλοχία) (греч. Δήμος Αμφιλοχίας) — община (дим) в Греции. Входит в периферийную единицу Этолия и Акарнания в периферии Западная Греция. Население 17 056 человек по переписи 2011 года. Площадь 1090,991 квадратного километра. Плотность 15,63 человека на квадратный километр. Административный центр — Амфилохия. Димархом на местных выборах 2019 года избран Еорьос Кацулас (Γεώργιος Κατσούλας).

Карта общины:
1 — Амфилохия
2 — Инахос, Менидион

В 1912 году (ΦΕΚ 261Α) создано сообщество Амфилохия (Κοινότητα Αμφιλοχίας), а в 1946 году (ΦΕΚ 112Α) сообщество признано как община. В 1997 году (ΦΕΚ 244Α) к общине добавлен ряд сообществ. 7 июня 2010 года (ΦΕΚ 87Α) по программе «Калликратис» произошло слияние общины Амфилохия и упразднённых общин Инахос и Менидион.